# Contrôle des naissances au Tibet

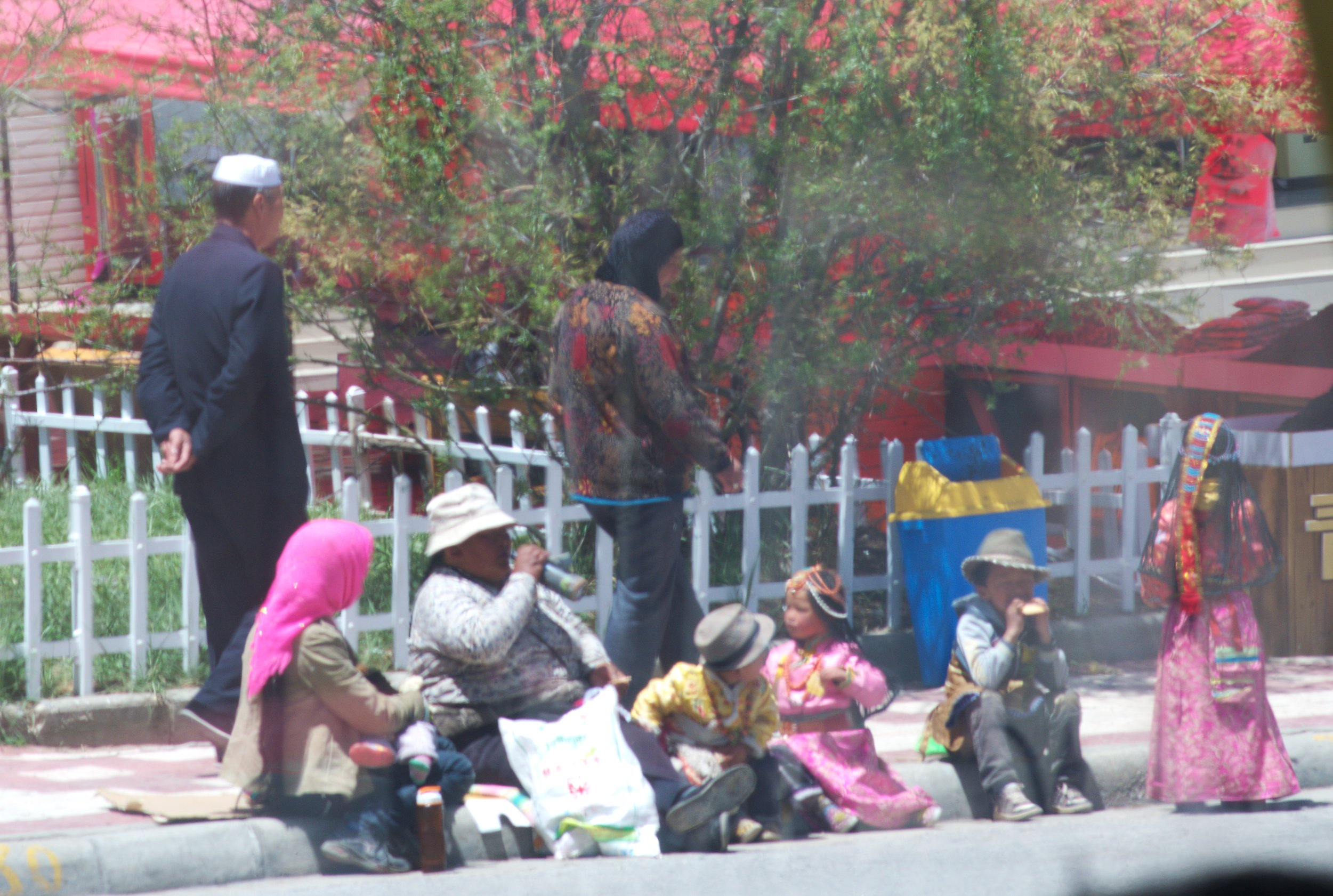
Famille de quatre enfants tibétains au bord du lac Qinghai

Selon la loi chinoise, la politique de l'enfant unique en vigueur en Chine ne s'applique pas aux minorités ethniques mais uniquement aux Han, ethnie majoritaire, et les familles tibétaines de bergers et d'agriculteurs comptent souvent deux enfants ou plus.
Selon Robert Barnett, un contrôle des naissances pour les personnes travaillant pour le gouvernement de la région autonome du Tibet (RAT) a été introduit en 1985 puis a été renforcé en 1992.
Dans une étude sur la fertilité et la planification familiale au Tibet, publiée en 2002, Melvyn C. Goldstein, Ben Jiao, Cynthia M. Beal et Phuntsog Tsering affirment pour leur part que dans aucun des endroits qu'ils ont étudiés, il n'y a d'indications montrant que Lhassa applique dans le Tibet rural la règle des deux enfants. Alors même qu'un rapport du Tibet Information Network prétendait que cette politique était en place, ils constatèrent que dans le comté de Ngamring où ils enquêtaient, aucune limite de ce genre n'était imposée.
Le spécialiste en économie du développement Andrew Martin Fischer estime que les allégations d'abus concernent, pour un grand nombre d'entre elles, les zones tibétaines en dehors de la RAT, et, dans la plupart des cas, renvoient aux années 1980 et au début des années 1990. Il voit dans ces abus moins une politique érigée en système que des excès de zèle très localisés et brefs.

## Cadre géographique
Le Tibet, évoqué dans cette page, est composé des trois régions traditionnelles revendiquées par le gouvernement tibétain en exil : l'Ü-Tsang (dont la plus grande partie du territoire est comprise dans la région autonome du Tibet), l'Amdo (éclaté entre les provinces du Qinghai, du Gansu et du Sichuan) et le Kham (dont le territoire est partagé entre les provinces du Sichuan et du Yunnan et la région autonome du Tibet),.

## Mortalité infantile dans le Tibet des années 1930
Selon le zoologue Ernst Schäfer, qui séjourna au Tibet en 1939 et que cite Christopher Hale : « les femmes tibétaines sont très fertiles et donnent souvent naissance à une douzaine d'enfants. Toutefois, en raison du manque d'hygiène, le taux de mortalité des enfants est énorme. En outre, les plus faibles sont éliminés par la dureté du climat [...] ».

## Entraver les naissances au sein d'un groupe, un des critères du génocide
Le génocide a été juridiquement redéfini dans la Convention pour la prévention et la répression du crime de génocide, adoptée par l'assemblée générale des Nations unies le 9 décembre 1948. La Convention définit précisément à quoi correspond le crime de génocide dans son article 2 :
« Dans la présente Convention, le génocide s'entend de l'un quelconque des actes ci-après, commis dans l'intention de détruire, ou tout ou en partie, un groupe national, ethnique, racial ou religieux, un des critères étant les mesures visant à entraver les naissances au sein du groupe. »
La Chine a signé et ratifié la Convention pour la prévention et la répression du crime de génocide respectivement le 20 juillet 1949 et le 18 avril 1983.
Selon un rapport de deux avocates américaines publié par le Tibet Justice Center en 1995, bien que la république populaire de Chine dément en avoir l’intention, son action au Tibet indique un politique systématique de réduction de la population tibétaine, d’élimination de la culture tibétaine, et de relégation des Tibétains à une minorité dans leur pays par le transfert de millions de colons Chinois. Cette politique factuelle est une preuve suffisante permettant de conclure à une intention de la part de la RPC. Dans ce contexte, la planification familiale contrainte et forcée de la RPC au Tibet apparaît comme une violation de la Convention pour la prévention et la répression du crime de génocide.

## Évolution démographique de la population tibétaine

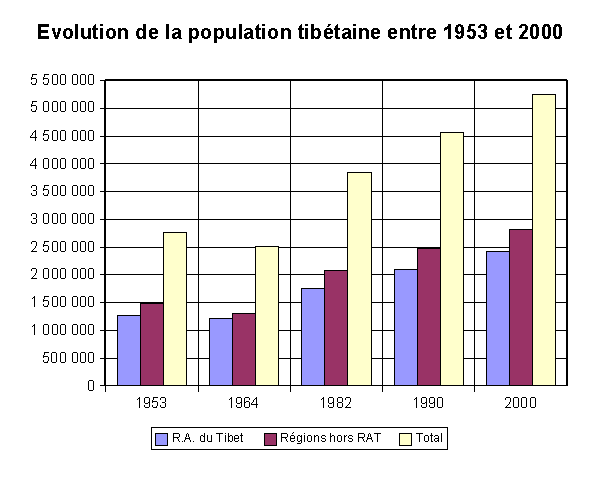
L'évolution démographique tibétaine entre 1953 et 2000,

Selon le gouvernement chinois, avant la « libération pacifique » du Tibet en 1951, les autorités locales du Tibet ne possédaient pas de documents démographiques précis. Ainsi, lors du premier recensement national de 1953, elles auraient déclaré au  gouvernement central que la population du Tibet était de 1 million de personnes.
En 1959, il y aurait eu 1 273 964 personnes d'ethnie tibétaine uniquement dans la seule RAT, chiffre obtenu en ajoutant l'estimation imprécise de 1 million de personnes donnée par le gouvernement du dalaï-lama au chiffre précis de 273 964 personnes correspondant à la préfecture de Qamdo dans le Kham occidental. Hors RAT (c'est-à-dire les anciennes provinces orientales du Kham et de l'Amdo), le recensement des habitants d'ethnie tibétaine donnait 1 486 955 personnes.
Au recensement de 1964, les chiffres étaient respectivement de 1 208 663 (en RAT) et de 1 307 068 (hors RAT). En 1982 : 1 764 600 et 2 085 379. En 1990 : 2 096 346 et 2 477 502. En 2000 : 2 427 108 et 2 818 179. Au mini-recensement de 2005 : 2 770 000 pour la RAT (chiffre hors RAT non disponible),,.
En 2000, le nombre de personnes d'ethnie tibétaine dans l'ensemble des régions du « Tibet historique » était d'environ 5 400 000 selon Bureau d'État des Statistiques de Chine. Le gouvernement tibétain en exil à Dharamsala en Inde donne une estimation, proche de ce chiffre, de 6 millions de Tibétains vivant actuellement au « Tibet historique ».
La population de l'ethnie tibétaine a subi une baisse entre l'évaluation de 1953 et le recensement de 1964 (de 2 775 000 à 2 501 000, soit 274 000), comme l'indiquent les chiffres de source officielle,. Les causes de cette diminution restent toutefois à déterminer précisément.
L'explication officielle doctrinaire, à ce que rapporte en 1966 le géographe Michael Freeberne, met en avant les contraintes afférentes à la condition des serfs et des esclaves de l'époque: corvées pour les seigneurs, entraves au mariage et à la procréation, maladies de type épidémique, retour des mères au travail après l'accouchement.
Le politologue Colin P. Mackerras, pour sa part, mentionne les facteurs suivants : le bilan des révoltes des années 1950 et de l'insurrection de 1959, la famine de la fin des années 1950 et du début des années 1960 (principalement en dehors de la future RAT), ainsi qu'un déclin continu dû à des facteurs similaires à ceux déjà attribués à la période d'avant 1950 (le nombre élevé des mâles dans les ordres monastiques, la polyandrie, les maladies vénériennes (très répandues), la mortalité infantile élevée, les fréquentes épidémies de petite vérole, le goître endémique (en certains endroits), la dégradation des milieux naturels, le style de vie violent des gens du Kham (dans les années 1930-1940), en plus de l'émigration dans les années 1950 et suivantes,.
Selon la Chine, entre 1953 et 2000 la population d'ethnie tibétaine en Chine a doublé, passant de 2 775 000 à 5 416 021, comme elle a aussi doublé dans la seule région autonome du Tibet, passant de 1 273 964 à 2 427 168,.

## Contrôle des naissances
Entre 1971 et 2010, selon des chiffres officiels fournis par le ministère de la Santé, environ 330 millions d'avortements ont été pratiqués en Chine.[pertinence contestée]
En 1983, une politique de planning familial destinée aux Tibétains de la région autonome du Tibet a été instituée, limitant à 2 le nombre d’enfants par couple d’abord dans les zones urbaines, puis en 1984, dans les zones rurales, à l'exception des zones frontalières. Après le recensement de 1990, une campagne destinée à en renforcer l'application, principalement dans les zones rurales a été mise en œuvre avec l’instauration d’amendes, et de quotas de naissances.
L'application de cette politique fait l'objet de diverses analyses :
- Selon Kate Saunders, journaliste spécialiste du Tibet et de la Chine, directeur de communication de l'association Campagne internationale pour le Tibet, les fonctionnaires tibétaines n'auraient droit qu'à un seul enfant ; les familles ayant 3 enfants ou plus seraient soumises à des sanctions : une amende de 1 800 yuans par an (équivalent au revenu annuel d'un fonctionnaire bien payé), la perte d'allocations ou d'avantages liés à l'emploi, et même l'avortement forcé ou la stérilisation. En outre, les enfants surnuméraires ne pourraient pas obtenir de permis de travail, et seraient exclus des systèmes d'éducation et de soins de santé[27],[28].
- En revanche, selon Gu Baochang, un responsable du gouvernement chinois, au Tibet, si les fonctionnaires Han n'ont droit qu'à un seul enfant, les fonctionnaires tibétaines pourraient en avoir deux[27]. Une étude du « Center For Research on Tibet » de l'Université américaine Case Western Reserve[26], précise que l'application de la politique de planning familial resterait assez souple au Tibet, et qu'aucun avortement forcé n'y serait pratiqué[29]. Cette étude a été commentée par les organisations pro-tibétaines[30].

En 1988, l'opuscule du gouvernement chinois Le Tibet, cent questions et réponses indique : « le contrôle des naissances mis en place en Chine à partir des années 1970 n'a été encouragé au Tibet que parmi les fonctionnaires tibétains et les employés du gouvernement ». Cette indication est la première reconnaissance officielle par les autorités d'un contrôle des naissances au Tibet. Auparavant, les chinois réfutaient la mise en place de cette politique de contrôle des naissances envers les Tibétains, alors même qu'une loi de 1985 introduisait ce contrôle dans la région autonome du Tibet. Le plan quinquennal de 1991 pour cette région préconisait : « les fermiers et les nomades doivent apporter leur soutien conscient aux méthodes contraceptives, et les mettre en pratique ». Dans les autres régions du Tibet historique, cette contraception forcée est généralisée à l'ensemble des Tibétains. Ainsi, dans la région du Kham traditionnel, un citadin tibétain qui a un troisième enfant devra payer une amende d'un montant de 15 % de ses revenus pendant 7 années. Par contre, pour un paysan tibétain, c'est à partir du quatrième enfant que l'amende s'applique.

## Accusations de stérilisations et avortements forcés

### Dans les années 1950-1960
Dans la Pétition en 70 000 caractères, document historique écrit par le 10e Panchen Lama et adressée au gouvernement chinois dénonçant la politique draconienne et les actions de la république populaire de Chine au Tibet, le Panchen Lama porte de terribles accusations concernant des avortements forcés à partir de 1955 dans le Kham et l'Amdo.
Selon le journaliste Gilles Van Grasdorff, ces pratiques s'étendent à l'ensemble du Tibet historique:
« Dès 1963, les autorités chinoises déconseillaient le mariage entre Tibétains pour les hommes de moins de trente ans et les femmes de moins de 25 ans. Les grossesses doivent être déclarées. Si les médecins estiment que la famille ne respecte pas la politique du parti, ils procèdent à la stérilisation ou à l'avortement, jusqu'à huit mois et demi de grossesses. Or ces médecins perçoivent des primes sur le nombre d'avortements et de stérilisations effectués  ».
« Les jeunes filles à partir de douze ans et les femmes jusqu'à 45 ans sont regroupées sur la place du villages, à quelques pas d'une tente médicalisée. Les volontaires reçoivent des soins après l'intervention; pour les autres point de précaution. Les fœtus sont entassés à l'entrée de la tente ».
Dans une lettre adressée le 9 septembre 1959 au Secrétaire général de l'ONU, le 14e dalaï-lama dénonça des mesures inhumaines visant à stériliser des hommes et des femmes dans le but d'exterminer le peuple tibétain. La Résolution 1353 de l'Assemblée générale des Nations unies du 21 octobre 1959 mentionna que l'Assemblée générale était préoccupée par les informations des déclarations officielles du dalaï-lama.

### Dans les années 1980
Dans les années 1980, la plupart des déclarations des réfugiés tibétains sur les maltraitances concernent des régions situées à l’est de la région autonome du Tibet, où les lois de limitation des naissances ont été introduites au début de cette décennie, de façon plus stricte et plus précoce que dans la RAT. À cette période, des équipes de chirurgiens ont été envoyées dans les villages de ces régions pour mettre en application ces politiques par la force.
Dans un témoignage, une Tibétaine de l'Amdo explique les difficultés pour avoir une autorisation d'avoir un premier enfant en 1986, puis, les pressions qu'elle a subi pour avorter du second en 1988 : « Je retardais à dessein toute décision, et finis un jour par lui dire que j'étais prête à payer l'amende - cette femme médecin me menaça alors et me dit : « ...L'amende est peu de choses, comparée au crime politique que tu commets. À partir de maintenant, tu ne recevras que 30 % de ton salaire mensuel. Tu n'auras plus jamais aucune augmentation. Ton enfant n'aura jamais de carte de rationnement, il ne sera jamais admis dans une crèche ou une école…Ton mari et toi, vous serez chassés de votre travail. » ...
Au début, nous pensions que les choses se calmeraient une fois le bébé né et l'amende payée.
Cependant je découvris l'existence de ces règlements concernant le contrôle des naissances qui sont seulement connus des responsables et n'ont jamais été annoncés au public.
Ainsi je n'eus pas d'autre choix que celui d'avorter ».

### Dans les années 1990
Selon l’association des femmes tibétaines en exil et Tibet Information Network, une radio du Qinghai en Chine a annoncé en 1990 que 87 000 femmes tibétaines avaient été stérilisées dans la région de l'Amdo en 1989, où 18 % des femmes furent stérilisées en deux ans. Le 7 mai 1990, une radio du Gansu a annoncé que 63 000 hommes et femmes ont été stérilisés en deux mois,.
Jean-Paul Ribes mentionne qu’en septembre 1990, 2 réfugiés de l’Amdo récemment arrivés à Paris l’informèrent que dans leur région, en un an, 2 415 femmes d’une ville de 70 000 habitants avaient été stérilisées. La grande majorité, 82 %, étaient des Tibétaines. Il précise que cette information a été publiée dans le quotidien Libération, que les témoins mentionnent que parfois ces femmes ne sont même pas mariées et que les conditions d’intervention les laissent définitivement stériles et parfois handicapées.
Le 29 mai 1990, les autorités chinoises déclarent que 18 000 parmi les 600 000 femmes en âge de procréer au Tibet central se « seraient portées volontaires pour être stérilisées. ».
Selon Human Rights Watch, le respect des quotas ayant une incidence politique sur les responsables des cantons, certaines exactions auraient été observées dans ce sens dans les années 1990, entraînant des stérilisations et des avortements forcés.
En 1995, le Sénat de Belgique propose une journée en mémoire des différents génocides dont celui perpétré « par les communistes chinois contre les Tibétains » en indiquant : « des milliers de Tibétains ont été et sont encore stérilisés sous la contrainte (dès l'âge de treize ans !). Cette politique d'extermination trouve son paroxysme dans les infanticides systématiques par noyade. ».
- En juin 1999, devant la commission des Droits de l'homme de l'ONU, la Ligue internationale des droits de l'homme évoque dans un rapport[43] des cas de stérilisation forcée au Tibet en ces termes :

« Régulation forcée des naissances. Bien que la Chine ait ratifié la Convention sur l'élimination de toutes les formes de discrimination à l'égard des femmes, la violence d'État à l'encontre des femmes est chose courante. L'article 16 de la Convention reconnaît aux femmes le droit de décider du nombre et de l'espacement des naissances et interdit la stérilisation et l'avortement obligatoires. Dans la pratique, des mesures rigoureuses de contrôle des naissances sont imposées au Tibet par la force et la contrainte. On continue à recevoir des informations faisant état de campagnes d'avortement et de stérilisation forcés dans les villages, ou même en ville, par exemple dans le quartier de Chushur à Lhasa, où 308 femmes ont été stérilisées en un mois vers la fin de 1996. Des réfugiés parvenus en Inde et au Népal signalent aussi des mesures coercitives, y compris le refus de délivrer une carte d'enregistrement et d'accorder diverses prestations sociales pour les nouveau-nés au-delà du nombre fixe d'enfants, ainsi que la perte de l'emploi ou de lourdes amendes si une femme ne consent pas à se faire avorter ou stériliser. La Chine transfère dans le même temps des millions de colons chinois au Tibet, ce qui amène à s'interroger sérieusement sur d'éventuelles violations de la Convention pour la prévention et la répression du crime de génocide. »
- L'association France-Tibet, une association de soutien aux exilés tibétains, affirme, dans un texte publié en 2005 sur le site du MRAP, que les avortements imposés s'effectuent parfois jusqu'au 8e ou 9e mois de grossesse[44].

### Dans d'autres régions chinoises
Cette politique de stérilisation et d'avortement forcés se retrouve dans d'autres provinces chinoises. L'avocat Chen Guangcheng a défendu la cause de femmes forcées à être stérilisées ou à avorter, parfois à quelques jours de l'accouchement.

## Critiques et réfutations

### L'avis de l'historien et spécialiste du Tibet A. Tom Grunfeld
Dans son libre The Making of Modern Tibet, A. Tom Grunfeld fait remarquer que dans les années qui suivirent la publication en 1960 du rapport du Comité d'enquête juridique (Legal Inquiry Committe ou LIC), un comité émanant de la Commission internationale des juristes, aucun examen clinique de témoins ne fut entrepris pour vérifier le bien-fondé des accusations d'avortements forcés.

### Le rapport du démographe Yan Hao sur la population tibétaine en Chine
Yan Hao est un démographe chinois appartenant à l'Institut de recherches économiques de la Commission d'État pour la planification et le développement à Pékin. Ce dernier a publié en 2001 un rapport très complet sur le contrôle des naissances – Tibetan Population in China: Myths and Facts Re-examined – réfutant les informations données par le gouvernement tibétain en exil.

#### «Mythes et réalités passés au peigne fin»
Yan Hao explique que dans la région autonome du Tibet les programmes de planification familiale ne concernent que les employés du gouvernement. On ne cherche pas à imposer le contrôle des naissances aux fermiers et aux pasteurs qui vivent dans les vastes espaces à faible densité de population de la région. D'après les chiffres de 1993, 92,4 % des citadines Han en âge de procréer utilisaient une méthode de contraception tandis que pour les Tibétaines le taux était de 50,6 % dans les villes et de 18,9 % dans les zones rurales. Rien ne permet d'affirmer que les jeunes femmes ayant un enfant ou n'en ayant pas soient systématiqement stérilisées. D'une part l'obligation de l'enfant unique ne s'applique pas aux couples tibétains, d'autre part le contraceptif le plus fréquemment utilisé en Chine par les femmes ayant un enfant est le stérilet. La stérilisation n'est proposée ou plus ou moins imposée qu'aux femmes qui ont déjà deux ou trois enfants. Entre 1980 et 2000, environ 100 millions de Chinoises ont subi une stérilisation (pour la plupart d'entre elles, ce n'était pas un choix volontaire) mais il n'existe pas un seul cas où une femme n'ayant pas encore procréé ait été stérilisée.
Yan Hao a la même conclusion que Goldstein et Beall à la suite de recherches que ces derniers avaient menées sur le terrain en 1986-1988 : la région autonome du Tibet, loin d'avoir été soumise à une politique draconienne de contrôle des naissances, a connu en fait une forte croissance démographique, ce qui est confirmé par les résultats des recensements. Les familles tibétaines rurales ont en moyenne de 4 à 5 enfants. Il n'est pas rare de rencontrer des familles ayant de 7 à 8 enfants.
D'où viennent ces allégations de méthodes coercitives de contrôle des naissances ? La plupart, poursuit Yan Hao, viennent de réfugiés tibétains en Inde qui, pour s'attirer le soutien des autorités, exagèrent ou simplement inventent. Il reconnaît qu'il peut y avoir eu des abus isolés dans les provinces du Qinghai et du Sichuan car les règlements locaux y sont différents de ceux de la région autonome et que la planification familiale a pu y être appliquée avec plus de rigueur, en raison de la nécessité de combattre une  surpopulation déjà existante.

#### Commentaires de Robert Barnett
Robert Barnett commente le rapport de Yan Hao en ajoutant qu’on ignore si et comment ces lois sont appliquées dans la région autonome du Tibet. Il fait remarquer que Yan Hao ne considère pas les récits des réfugiés tibétains comme significatifs, cependant ses remarques corroborent des recherches universitaires selon lesquelles la plupart de déclarations des réfugiés sur les maltraitances concernent des secteurs à l'est de la région autonome du Tibet.

### Absence de contrôle des naissances chez les nomades de Pala (1959-1990)
Dans son étude démographique sur la région de Pala dans le Changtang occidental, le tibétologue américain Melvyn C. Goldstein a mis en évidence le fait que de 1959 à 1990 les familles nombreuses avaient continué à être la norme chez les pasteurs nomades et qu'aucune contrainte n'avait été imposée à ces derniers :
« Malgré des allégations répétées de la part de l'Occident que les Chinois avaient imposé une politique stricte de contrôle des naissances au Tibet, où "les avortements, stérilisations et infanticides forcés sont quotidiens" (New York Times, 31 janvier 1992), il n'y a pas eu à Pala de politique de réduction des naissances, et encore moins de preuves d'avortements, de stérilisations ou d'infanticides ».
L'étude des grossesses d'un échantillon de 71 femmes âgées de 15 à 59 ans permet d'affirmer qu'aucune politique de contrôle des naissances visant à réduire le nombre de naissances à deux, voire trois, n'était en vigueur. Bien plus, aucun nomade de Pala n'a dû payer d'amende pour avoir eu un troisième, quatrième, cinquième enfant et au-delà, et ces enfants ont joui de tous leurs droits au sein de la communauté.

### Absence de contrôle des naissances dans le comté de Ngamring (années 1990)
Dans une étude sur la fertilité et la planification familiale au Tibet, publiée en 2002, Melvyn C. Goldstein, Ben Jiao, Cynthia M. Beal et Phuntsog Tsering affirment pour leur part que dans aucun des endroits qu'ils ont étudiés, il n'y a d'indications montrant que Lhassa applique dans le Tibet rural la règle des deux enfants. Alors même qu'un rapport du Tibet Information Network[Lequel ?] prétendait que cette politique était en place, les chercheurs constatèrent que dans le comté de Ngamring où ils enquêtaient, aucune limite de ce genre n'était imposée. Le gouvernement du comté de Ngamring avait fait de gros efforts pour accroître le recours à la planification familiale dans les années 1990, mais à l'été 2000 (après la parution du rapport du TIN) aucun nomade ni responsable local n'avait entendu parler d'une limite fixée à deux enfants ni aucun responsable au chef-lieu du comté. Enfin, aucune amende n'était infligée pour le 4e enfant et au-delà. [...] Pour Melvyn Goldstein et al., leur étude fait ressortir combien il est dangereux d'utiliser des récits de réfugiés et des indications anecdotiques pour interpréter des situations très politisées.

### Stérilisations et avortements sous la contrainte: des abus anciens et localisés
Se référant aux travaux conduits par Melvyn Goldstein sur 13 villages de la région autonome et à ses propres recherches menées dans le Qinghai, le spécialiste en économie du développement Andrew Martin Fischer estime que les allégations d'abus dans le contrôle des naissances concernent, pour un grand nombre d'entre elles, les zones tibétaines en dehors de la région autonome du Tibet, et, dans la plupart des cas, renvoient aux années 1980 et au début des années 1990. Il voit dans ces abus moins une politique érigée en système que des excès de zèle très localisés et brefs.

### Témoignage de géographes américains sur la natalité en région autonome du Tibet en 2007
Ayant parcouru le Tibet rural et urbain en 2007, deux géographes américains font état de leurs impressions sur la natalité dans les campagnes :
« On aurait dit qu'il y avait des bébés partout au Tibet, où les familles hors de Lhassa sont autorisées à avoir jusqu'à trois enfants (...). Au moins les Chinois n'ignorent-ils pas les réalités de l'existence dans le Tibet rural et autres régions autonomes, où une famille nombreuse est nécessaire pour répondre aux gros besoins de main-d’œuvre d'un mode de vie agricole ou de subsistance. Le fait que les familles à plusieurs enfants soient autorisées dans ces régions, exonère également les Chinois de l'accusation d'utiliser la politique de l'enfant unique pour faire disparaître les ethnies minoritaires ».

## À voir